# Pamětní medaile Za věrnost a brannost
Pamětní medaile Za věrnost a brannost, je pamětní spolková medaile, která byla založena v letech 1945-1946 vojenským Sdružením dobrovolníků, kteří se zúčastnili obrany Slovenska v letech 1918–1919. Na stuhu této medaile se upevňoval tzv. gotický štítek se slovenským zemským znakem. Tento štítek je i součástí malé náprsní stužky.
Medaile je ražena z bronzu a její ražba vykazuje tři typy:
- Bronzová medaile, oficiální vydání
- Medaile ražena z bílého kovu
- Medaile zlacena v ohni